# Leopold Levi
Leopold Levi (* 6. Mai 1870 in Buttenhausen, Königreich Württemberg; † 2. August 1968 in New York City, New York) war ein deutscher Fabrikant sowie Verbandsfunktionär deutsch-jüdischer Herkunft.

## Leben
Leopold Levi, Sohn des Hausierers Moses Levi sowie der Jeannette, geborene Heilbronner, war nach seinem Schulabschluss ebenfalls im Beruf seines Vaters tätig, bis er 1887 eine kaufmännische Lehre antrat. Nach Absolvierung der Lehre war Leopold Levi seit 1892 als Buchhalter in Hechingen und Stuttgart angestellt, von 1896 bis 1938 war er Teilhaber der Textilfabrik Leopold Levi in Reutlingen.
Leopold Levi gehörte darüber hinaus von 1919 bis 1941 der Israelitischen Oberkirchenbehörde an, von 1930 bis 1936 übte er das Amt des Präsidenten des Israelitischen Oberkirchenrats in Württemberg aus, 1935 wurde er in den Beirat der Reichsvertretung der Deutschen Juden aufgenommen.
Nach der Beschlagnahme seines Unternehmens durch die Nationalsozialisten emigrierte Leopold Levi im Jahr 1941 über Spanien, Portugal und Kuba in die USA, dort war er von 1947 bis 1968 Mitglied der Congregation Joseph ben Mayer in der Bronx (New York) sowie von 1958 bis 1968 des Jacob Schiff Center, benannt nach Jakob Heinrich Schiff, ebenfalls in der Bronx.